# ملعب نيجني نوفغورود
ملعب نيجني نوفغورود (بالروسية: Nizhny Novgorod Stadium) هو ملعب كرة قدم يقع بمدينة نيجني نوفغورود في روسيا، وهو الملعب الرئيسي لنادي فولغا نيجني نوفغورود. تصل طاقة الملعب الاستيعابية إلى 44,899 ألف متفرج.
استضاف الملعب عدة منافسات منها كأس العالم لكرة القدم 2018.